# Bailiwick of Guernsey

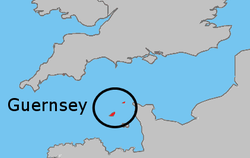
Lage im Ärmelkanal

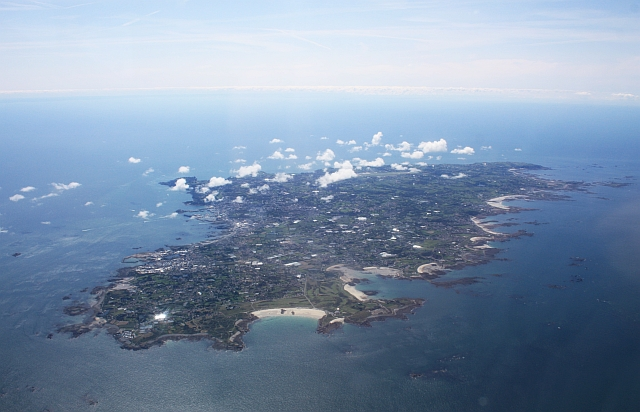
Luftbild Guernseys, Blick von Nordosten

Das Bailiwick of Guernsey, deutsch Vogtei Guernsey, ist eine Gemeinschaft mehrerer britischer Kanalinseln und ein englischer Kronbesitz (englisch Crown dependencies, französisch Dépendances de la Couronne). Damit ist Guernsey weder Teil des Vereinigten Königreichs noch Kronkolonie, sondern direkt der britischen Krone unterstellt und ein gesondertes Rechtssubjekt.

## Inseln
Die Insel Guernsey ist die Hauptinsel der Vogtei. Sie ist die zweitgrößte der britischen Kanalinseln. Zur Vogtei gehören neben der Hauptinsel Guernsey außerdem die Inseln Alderney, Sark, Herm, Jethou, Brecqhou, Burhou, Lihou sowie weitere kleine Eilande und Klippen wie die Hanois und die Casquets. Die Fläche der Insel Guernsey beträgt 63,4 km², die der gesamten Vogtei etwa 78 km². Die Bevölkerungszahl der Insel Guernsey (einschließlich Herm, Jethou und Lihou, auf die jedoch – Stand März 2018 – insgesamt keine 80 Einwohner entfallen) liegt bei 62.734 Einwohnern (Stand Juni 2018); die Vogtei hat einschließlich der Bewohner der Inseln Alderney, Sark und Brecqhou insgesamt ca. 65.120 Einwohner.
- Karte mit allen Koordinaten:
- OSM |
- WikiMap

| Insel                       | Fläche km² | Einwohner (2015) | Koordinaten                 |
| --------------------------- | ---------- | ---------------- | --------------------------- |
| Guernsey                    | 63,4       | 62.533           | 49° 27′ 21″ N, 2° 34′ 39″ W |
| Parish Saint Peter Port     |            |                  |                             |
| Herm                        | 2          | 79               | 49° 28′ 22″ N, 2° 26′ 58″ W |
| Jethou                      | 0,18       | 3                | 49° 27′ 28″ N, 2° 27′ 45″ W |
| Caquorobert                 | 0,0014     | unbewohnt        | 49° 27′ 56″ N, 2° 26′ 28″ W |
| Crevichon                   | 0,0022     | unbewohnt        | 49° 27′ 46″ N, 2° 27′ 53″ W |
| Grande Amfroque             | ?          | unbewohnt        | 49° 30′ 34″ N, 2° 24′ 37″ W |
| Parish Saint Pierre du Bois |            |                  |                             |
| Lihou                       | 0,156      | unbewohnt        | 49° 27′ 38″ N, 2° 40′ 6″ W  |
| Parish Torteval             |            |                  |                             |
| Les Hanois                  | 0,002      | unbewohnt        | 49° 26′ 13″ N, 2° 42′ 0″ W  |
| Parish Vale                 |            |                  |                             |
| Les Houmets                 | ?          | unbewohnt        | 49° 29′ 43″ N, 2° 29′ 55″ W |
| Dependency Alderney         |            |                  |                             |
| Alderney                    | 7,8        | 2020             | 49° 42′ 0″ N, 2° 12′ 0″ W   |
| Burhou                      | 0,13       | unbewohnt        | 49° 43′ 53″ N, 2° 15′ 7″ W  |
| Casquets                    | 0,03       | unbewohnt        | 49° 43′ 4″ N, 2° 22′ 7″ W   |
| Ortac                       | 0,003      | unbewohnt        | 49° 43′ 23″ N, 2° 17′ 26″ W |
| Renonquet                   | ?          | unbewohnt        | 49° 44′ 4″ N, 2° 16′ 38″ W  |
| Dependency Sark             |            |                  |                             |
| Sark                        | 5,5        | 492              | 49° 26′ 0″ N, 2° 22′ 0″ W   |
| Brecqhou                    | 0,6        | 2                | 49° 25′ 53″ N, 2° 23′ 14″ W |

1. ↑  inklusive Jethou
2. 1 2  Gezeiteninsel
3. 1 2  Gruppe von Riffen und Klippen

## Verwaltung

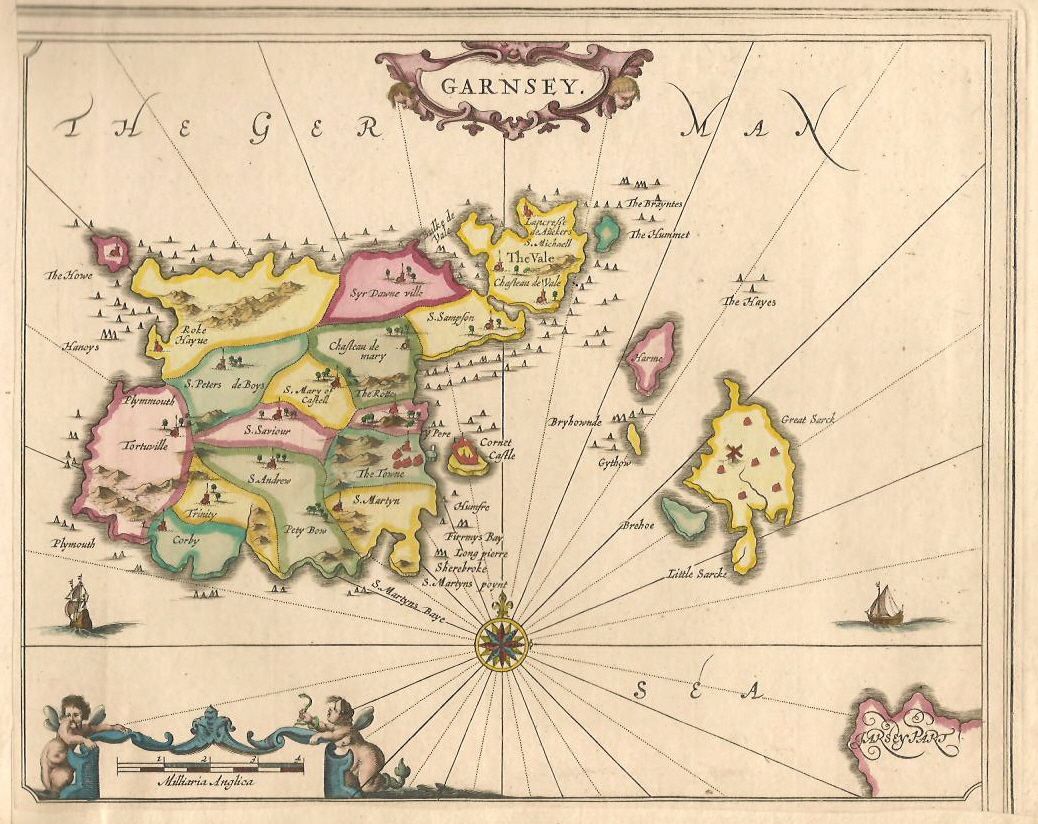
Historische Gliederung

Die Kronbesitzung Guernsey hat den Status einer Vogtei (engl. Bailiwick, frz. Bailliage). Der Vogt (Bailiff) hat die Funktion eines Parlaments- und Gerichtspräsidenten, exekutive Aufgaben, etwa die Aufsicht über die Polizei von Guernsey sind dem President of the Policy and Resources Committee von Guernsey übertragen. Die States of Guernsey ist die Legislative und besteht aus 40 Abgeordneten. Nach mehreren Verfassungsreformen werden alle Mitglieder der States of Guernsey inzwischen direkt gewählt, zwei durch die States of Alderney gewählte Mitglieder vertreten Alderney.
Politisch gehören zur Vogtei Guernsey auch die Inseln Alderney, Sark, Herm, Brecqhou, Jethou, Burhou, Lihou, die Casquets, Les Hanois und andere noch kleinere Inseln. Währung ist das an das Pfund Sterling 1:1 gekoppelte Guernsey-Pfund.
Die Vogtei Guernsey wird in zwölf Gemeinden (parishes) gegliedert, von denen Alderney und Sark einen Sonderstatus haben und als Dependencies bezeichnet werden. Die parishes (ohne die Dependencies) waren früher weiter in Vingtaines untergliedert.
| Parish (Gemeinde) | Parish (Gemeinde)    | Einwohner (2015) | Fläche (in km²) | Die Parishes (Gemeinden) von Guernsey |
| --- | -------------------- | ---------------- | --------------- | ------------------------------------- |
| 1 | Castel               | 8.704            | 10,2            | Die Parishes (Gemeinden) von Guernsey |
| 2 | Forest               | 1.589            | 4,1             | Die Parishes (Gemeinden) von Guernsey |
| 3 | Saint Andrew         | 2.438            | 4,5             | Die Parishes (Gemeinden) von Guernsey |
| 4 | Saint Martin         | 6.457            | 7,3             | Die Parishes (Gemeinden) von Guernsey |
| 5 | Saint Peter Port     | 18.599           | 6,4             | Die Parishes (Gemeinden) von Guernsey |
| 6 | Saint Pierre du Bois | 2.090            | 6,2             | Die Parishes (Gemeinden) von Guernsey |
| 7 | Saint Sampson        | 8.980            | 6,3             | Die Parishes (Gemeinden) von Guernsey |
| 8 | Saint Saviour        | 2.745            | 6,4             | Die Parishes (Gemeinden) von Guernsey |
| 9 | Torteval             | 1.013            | 3,1             | Die Parishes (Gemeinden) von Guernsey |
| 10 | Vale                 | 9.592            | 8,9             | Die Parishes (Gemeinden) von Guernsey |
| Dependency | Dependency           | Einwohner (2015) | Fläche (in km²) | Die Parishes (Gemeinden) von Guernsey |
| Alderney | Alderney             | 2.020            | 7,9             | Die Parishes (Gemeinden) von Guernsey |
| Sark | Sark                 | 492              | 5,5             | Die Parishes (Gemeinden) von Guernsey |
| Anmerkungen: - Herm und Jethou gehören zum Parish Saint Peter Port. - Les Hanois gehören zum Parish Torteval. - Lihou gehört zum Parish Saint Pierre du Bois. - Burhou und die Casquets gehören zur Dependency Alderney. - Brecqhou gehört zur Dependency Sark. |                      |                  |                 |                                       |

### Externe Beziehungen
Mehrere europäische Länder haben eine konsularische Präsenz im Zuständigkeitsbereich. Das französische Konsulat hat seinen Sitz in Victor Hugos ehemaligem Wohnsitz in Hauteville House.
Obwohl das Bailiwick kein Mitglied der Europäischen Union war, hatte es bis zum Brexit eine besondere Beziehung zu ihr. Es wurde als Teil der Europäischen Gemeinschaft mit Zugang zum Binnenmarkt für die Zwecke des freien Warenverkehrs behandelt. Seit 2021, als der freie Reiseverkehr mit dem Kontinent endete, traten zusätzliche bürokratische Verfahren in Kraft, darunter die Notwendigkeit eines internationalen Führerscheins und einer grünen Karte für die Kfz-Versicherung.

## Sport
Guernsey war dreimal, 1987, 2003 und 2023, Gastgeber der Island Games.